# Абселям Іслямов
Абселям Іслямов (1 квітня 1907 — 1 грудня 1995) — кримськотатарський партійний діяч, комісар і журналіст. Протягом 25 років він був головним редактором кримськотатарської газети «Ленин байрагъы». За свою роботу йому було присвоєно звання Заслуженого діяча культури Узбецької РСР.

## Раннє життя
Іслямов народився 1 квітня 1907 року в селі Тай-Вакуф у надзвичайно бідній багатодітній кримськотатарській родині. Його сім'я орендувала у землевласника землю для ведення селянського господарства, а ті невеликі гроші, які у них залишалися, йшли на їжу для сім'ї. Його батьки та багато братів і сестер загинули під час голоду 1920-х років, а він вижив, бо в той час жив у дитячому будинку Субхі. 1923 року він став членом комсомолу, а в 1930 році був прийнятий до лав Комуністичної партії. З 1929 по 1932 рік він навчався у Кримському педагогічному інституті імені Фрунзе, який закінчив з відзнакою. 1935 року він вступив до лав Червоної Армії, але до початку Другої світової війни виконував цивільну роботу, працюючи у Вищій сільськогосподарській школі, а пізніше в Інституті масової підготовки партійного активу. Протягом 1930-х років він виконував багато робіт, був інструктором в обласному комітеті комсомолу, завідувачем відділу в газеті «Къызыл Къырым» («Червоний Крим») та працював у журналі піонерської молоді. У другій половині 1930-х років його кар'єра в Комуністичній партії неухильно зростала: він став керівником Кримського відділення Інституту масової підготовки партійного активу, а в 1938 році став членом Кримської обласної партійної контрольної комісії. У 1940 році, коли було мобілізовано багатьох політпрацівників, його знову призвали до лав Червоної Армії. Він викладав економіку в Качинському авіаційному училищі, а пізніше був направлений до Павлоградського авіаційного училища.

## Друга світова війна
Під час війни Іслямов був начальником політвідділу 220-ї винищувальної авіаційної дивізії, яка згодом стала 1-ю гвардійською винищувальною авіаційною дивізією. Командири часто його хвалили за уважну роботу з навчання пілотів та публікації про дивізію. Він закінчив війну у званні майора і до 1946 року перебував у Дрездені.

## Життя у вигнанні
З 1946 року був у засланні, спочатку в Самарканді, працював завідувачем ідеологічного відділу в Самаркандському обласному комітеті партії. Пізніше йому надали квартиру в Ташкенті. У 1957 році йому було доручено заснувати кримськотатарську газету «Ленин байрагъы» та призначено посаду головного редактора щойно відновленої газети; протягом 25 років він був головним редактором газети. Він наполегливо працював над підтримкою миру між редакційними колективами, що ускладнювалося тим фактом, що Шароф Рашидов часто надсилав йому листи від співробітників, у яких вони доносили один одного. Окрім роботи в газеті, його було обрано депутатом Верховної Ради Узбецької РСР. У 1977 році йому було присвоєно звання Заслуженого працівника культури Узбекистану; він вийшов на пенсію в 1981 році та помер 1 грудня 1995 року в Ташкенті (Узбекистан). Хоча він не повернувся до Криму, після розпаду Радянського Союзу його син Земфір переїхав до Криму.

## Виноски
1. 1 2  Ленин байрагъы - газета кримськотатарською мовою, що виходила в Узбецькій РСР; однак радянський журнал «Журналист» позначав її як газету татарською мовою[1] через радянські обмеження на використання терміну «кримськотатарська»; кримськотатарська мова не є діалектом татарської мови, а є абсолютно окремою мовою.